# Російський стандарт (банк)
Банк Російський Стандарт (рос. Банк Русский Стандарт») — один із найбільших банків Росії, спеціалізується на споживчому секторі кредитування.
Банк був заснований в 1999 році Рустамом Таріко власником ЗАТ "Компанія «Руский Стандарт», як засіб обійти нові закони, які заборонили рекламу алкоголю в Росії. Він домінує в секторі споживчого кредитування в Росії, і має більш ніж 54 відсотків контролю ринку кредитних карток і понад 30 відсотків контролю точок продажу кредитного ринку. Входить до числа найкращих за співвідношенням прибутків на капітал фінансових установ в світі. В банку працює 25000 чоловік по всій організації.
Банк Руский Стандарт має представництва в більш ніж 1800 містах Росії. Його дистриб'юторська мережа охоплює 93% населення Росії. Банк Руский Стандарт також є ексклюзивним емітентом карток American Express фірмових кредитів у Росії.

## Банк Русский Стандарт в Україні
Банк «Русский Стандарт» в Україні був заснований в 2006 році. У листопаді 2014, він був перейменований у «Forward Bank». ПАТ «Банк Форвард» є частиною Групи компаній «Русский Стандарт». Основний вид діяльності — роздрібне кредитування. Згідно з даними Нацбанку України, на 1 липня 2014 року за розміром загальних активів банк займав 52-ге місце (2,796 млрд грн) серед 173 діючих у країні банків.